# Катрон, Келли
Ке́лли Ка́трон (англ. Kelly Cutrone; род. 13 ноября 1965, Камиллус, Нью-Йорк, США) — американский модный критик, писательница и телевизионная персона.

## Биография
Келли Катрон родилась 13 ноября 1965 года в Камиллусе (штат Нью-Йорк, США). После окончания средней школы, «West Genesse High School», Келли поступила в «Syracuse University», который окончила в 1989 году.

## Карьера
В 1992 году Келли продала свою половину компании «Cutrone & Weinberg» и мигрировала в Венис, штат Калифорния.
В 1996 году Келли основала «People’s Revolution». 11 сентября 2002 года «People’s Revolution» побила рекорд по количеству шоу, прошедших за один день во время недели моды в Нью-Йорке.
В 2012 году Келли была судьёй на шоу Топ-модель по-американски с 18 по 22 сезоны
В одном из своих интервью Катрон заявила: «Я большой поклонник шоу „Топ-модель по-американски“ и смотрела его в течение многих лет. Проработав достаточное время в индустрии моды, я рада за эту новую возможность и надеюсь посмотреть на это шоу с другой точки зрения».

## Личная жизнь
В 1989 году Келли вышла замуж за художника Ронни Катрона (род.1948), но позже они развелись.
25 августа 1998 года Келли вышла замуж во второй раз за актёра Джеффа Кобера (род.1953), но этот брак позже также окончился разводом.
В 2000-х годах Келли состояла в фактическом браке с мужчиной Иларио Калво. У бывшей пары есть дочь — Ава Катрон-Калво (род. 2002).